# Testament: The Story of Moses
Testament: The Story of Moses är en amerikansk dramadokumentärserie vars första säsong hade premiär på Netflix den 27 mars 2024. Första säsongen består av tre avsnitt.

## Handling
Serien kretsar kring Moses liv som prins och profet. Serien innehåller förutom dramatiserade avsnitt även kommentarer från teologer och historiker.

## Medverkande (i urval)
- Charles Dance
- Clarke Peters
- Avi Azulay
- Dominique Tipper